# Hennes engelska giftermål
Hennes engelska giftermål är en tysk komedifilm från 1934 i regi av Reinhold Schünzel, med manus av Ludwig von Wohl. Filmen hade svensk biopremiär 1935.

## Handling
Den aristokratiske britten Douglas Mavis har gift sig med Gerte Winter från Berlin. Men innan hon får följa med honom till England vill han berätta för sin mormor Lady Mavis. När han inte ger besked bestämmer sig Grete för att själv söka upp honom i England. Advokaten Warwick Brent gör entré i handlingen under Gretes resa dit, vilket förändrar förutsättningarna för de inblandade.

## Rollista
- Adele Sandrock - Lady Mavis
- Fritz Odemar - Percival Mavis
- Georg Alexander - Douglas Mavis
- Hans Richter - Tuck Mavis
- Renate Müller - Gerte Winter
- Adolf Wohlbrück - Warwick Brent
- Hilde Hildebrand - Bella Amery
- Gertrud Wolle - Lady Buckley
- Hugo Werner-Kahle - Digby